# Insecte ravageur
« Ravageurs » redirige ici. Pour les personnages de Firefly, voir Ravageurs (Firefly).

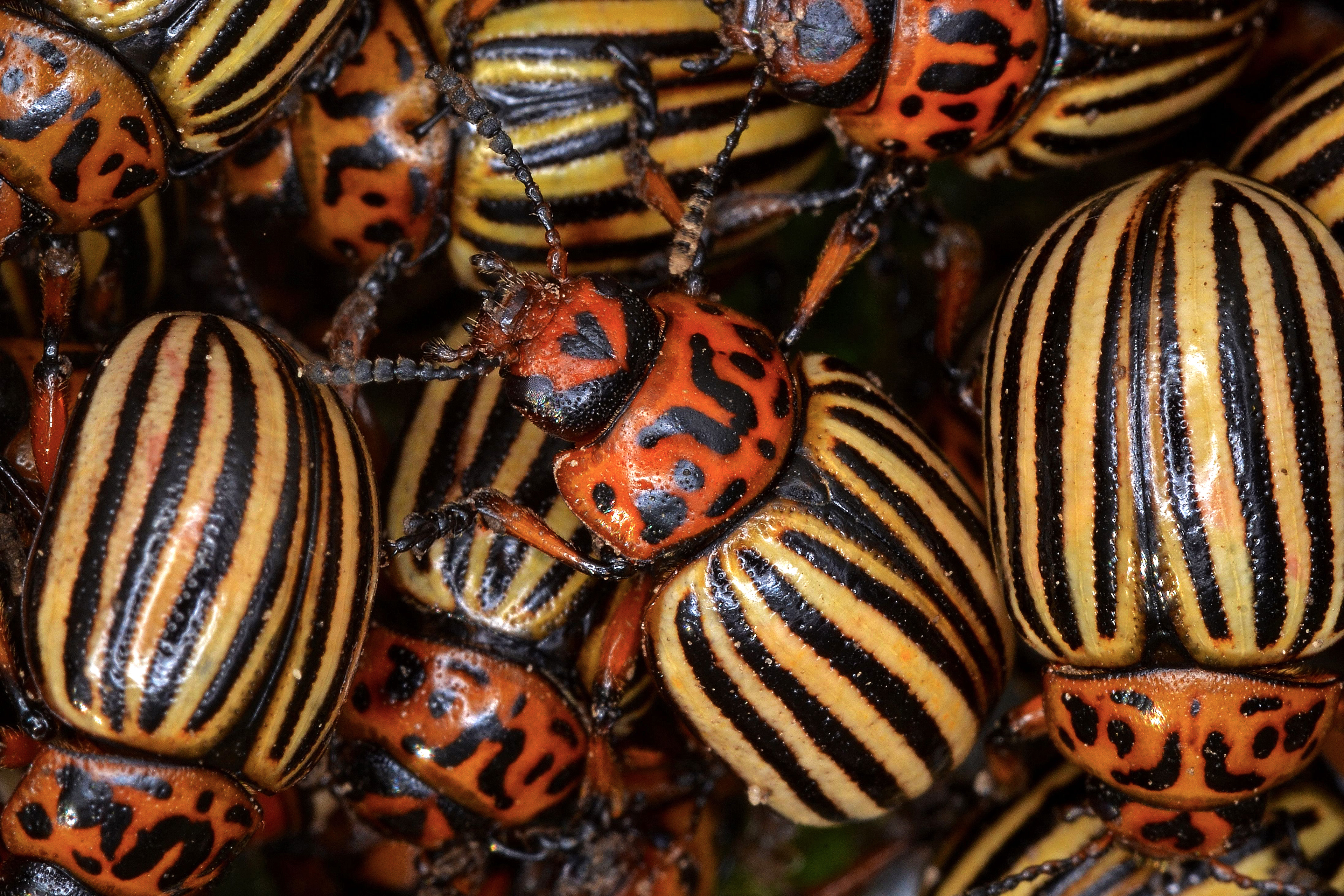
Doryphores adultes (Leptinotarsa decemlineata, ravageurs de la pomme de terre.

Un insecte ravageur est une espèce d'insectes considérée comme nuisible pour les cultures agricoles et les jardins, pour les arbres et la végétation en général, ainsi que pour les denrées entreposées. Les dégâts causés aux plantes peuvent affecter tous les organes des plantes, aériens ou souterrains, et peuvent être dus aussi bien aux insectes adultes (imagos) qu'aux larves.
Le concept d'insecte ravageur s'oppose à celui d'insecte auxiliaire qui au contraire favorise la production agricole. C'est une notion anthropocentrique car les insectes phytophages, sont naturellement présents dans l'environnement où ils se reproduisent spontanément, au gré de la dynamique de leurs plantes-hôtes.
Un insecte ravageur n'est nuisible que dans les contextes qui lui sont favorables (absence de prédateur ou de parasite, plante-hôte immunitairement affaiblie ou sans défense face à un nouvel « agresseur »). Si une plante est cultivée à grande échelle, l'espèce peut profiter de cette concentration de la plante-hôte et voir la population se multiplier, et éventuellement porter atteinte au bénéfice de production attendu.
Certains insectes sont décrits comme « ravageurs » depuis la plus haute Antiquité (les nuages de sauterelles sont décrits dans la Bible comme la « huitième plaie d'Égypte ». Cependant ces insectes étaient aussi consommés par l'Homme et par leurs prédateurs pour lesquels ils constituent ce que les biologistes nomment une « ressource alimentaire pulsée ».
D'autres espèces, nouvellement introduites hors de leur aire de répartition naturelle, sont en fait des insectes « exotiques » importés (accidentellement ou intentionnellement). N'étant pas accompagnés de leurs prédateurs, ni de leurs parasites naturels, certaines espèces peuvent adopter dans leur nouvel environnement des comportements nouveaux, beaucoup plus agressifs pour les cultures. S'ils pullulent sur de vastes territoires, on les classe dans les espèces envahissantes.

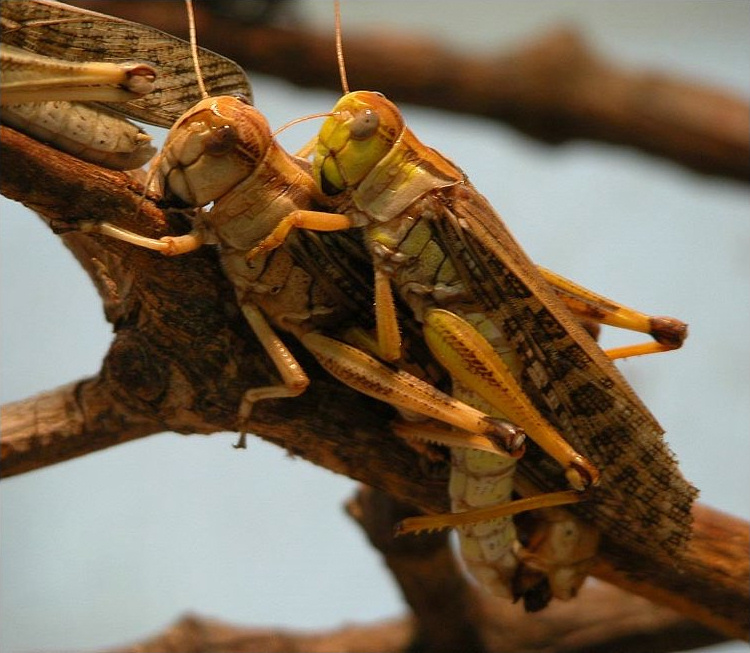
Couple de criquets migrateurs (Locusta migratoria).

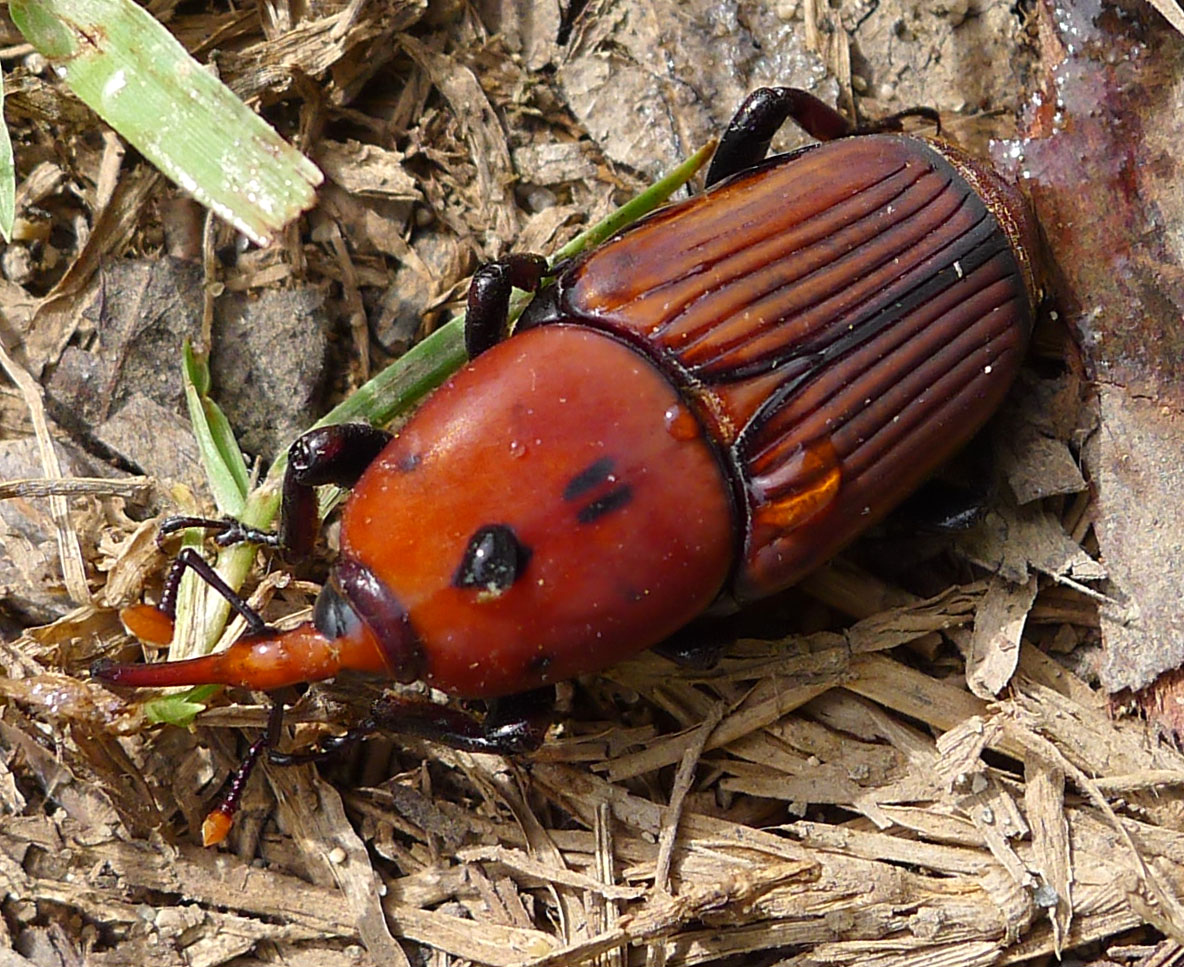
Charançon rouge des palmiers (Rhynchophorus ferrugineus).

## Principales espèces
Un très grand nombre d'espèces d'insectes (au moins la moitié selon certains auteurs, soit 400 000 à 500 000 espèces) sont phytophages, c'est-à-dire qu'elles se nourrissent de tissus végétaux, généralement vivants, mais aussi morts (bois). Il est vraisemblable que chaque espèce végétale sur terre serve de nourriture à au moins une espèce d'insecte. Les insectes phytophages s'attaquent à tous les organes des plantes : ils mâchent les feuilles et les tiges, sucent la sève, extraient le cambium, récoltent le pollen, envahissent les bourgeons, détruisent les fleurs et dévorent les fruits et les graines, creusent des galeries dans les tiges, le parenchyme des feuilles, les fruits ou les graines.
Même les plantes qui fabriquent des insecticides puissants (comme la nicotine du tabac, le pyrèthre des chrysanthèmes ou la roténone de certaines Fabaceae tropicales) ne sont pas à l'abri d'insectes nuisibles qui se sont adaptés pour se nourrir de leurs tissus et détoxifier leurs défenses chimiques.
Les insectes suceurs-piqueurs, comme les pucerons et les aleurodes, outre qu'ils affaiblissent les plantes en prélevant la sève, peuvent aussi transmettre des agents pathogènes, en particulier des phytovirus.
La base de données « Crop Protection Compendium » (CPC, recueil sur la protection des cultures) maintenue par CAB International, présente 10 000 fiches détaillées sur des ravageurs, agents pathogènes et adventices affectant les plantes cultivées, dont environ 4000 sont consacrées à des espèces d'insectes ravageurs.
Sur le plan mondial, les 20 espèces ci-après sont celles qui ont fait l'objet du plus grand nombre d'études scientifiques (dans la période 2012-2016), ce qui est un indice de leur importance économique :
| Nom scientifique           | Nom commun                          | Famille                  | Principales plantes-hôtes                                                                              |
| -------------------------- | ----------------------------------- | ------------------------ | --- |
| Helicoverpa armigera       | noctuelle de la tomate              | Noctuidae                | Gossypium (coton), Cicer arietinum (pois chiche)                                                       |
| Bemisia tabaci             | aleurode du tabac                   | Aleyrodidae              | Solanum lycopersicum (tomate), Gossypium (cotonnier)                                                   |
| Tetranychus urticae        | tétranyque tisserand                | Tetranychidae (Acariens) | Solanum lycopersicum (tomate), Phaseolus vulgaris (haricot commun)                                     |
| Plutella xylostella        | teigne des crucifères               | Plutellidae              | Brassica oleracea (chou), Brassica                                                                     |
| Spodoptera litura          | noctuelle rayée                     | Noctuidae                | Glycine max (soja), Arachis hypogaea (arachide)                                                        |
| Tribolium castaneum        | tribolium rouge de la farine        | Tenebrionidae            | Triticum (blé)                                                                                         |
| Myzus persicae             | puceron vert du pêcher              | Aphididae                | Solanum tuberosum (pomme de terre), Capsicum annuum (piment)                                           |
| Spodoptera frugiperda      | noctuelle américaine du maïs        | Noctuidae                | Zea mays (maïs), Gossypium (cotonnier)                                                                 |
| Aphis gossypii             | puceron du cotonnier                | Aphididae                | Gossypium (cotonnier)                                                                                  |
| Nilaparvata lugens         | cicadelle brune                     | Delphacidae              | Oryza (riz)                                                                                            |
| Spodoptera exigua          | noctuelle de la betterave           | Noctuidae                | Gossypium (cotonnier), Zea mays (maïs)                                                                 |
| Frankliniella occidentalis | thrips californien                  | Thripidae                | Solanum lycopersicum (tomate), Capsicum annuum (piment)                                                |
| Ceratitis capitata         | mouche méditerranéenne des fruits   | Tephritidae              | Citrus (agrumes)                                                                                       |
| Cydia pomonella            | carpocapse des pommes et des poires | Tortricidae              | Malus (pommier)                                                                                        |
| Callosobruchus maculatus   | bruche du niébé                     | Chrysomelidae            | Vigna unguiculata (niébé), Vigna radiata (haricot mungo). Affecte principalement les denrées stockées. |
| Spodoptera littoralis      | ver du cotonnier                    | Noctuidae                | Gossypium (cotonnier), Zea mays (maïs)                                                                 |
| Acyrthosiphon pisum        | puceron vert du pois                | Aphididae                | Medicago sativa (luzerne), Pisum sativum (pois)                                                        |
| Diaphorina citri           | psylle asiatique des agrumes        | Psyllidae                | Citrus (agrumes)                                                                                       |
| Tuta absoluta              | mineuse sud-américaine de la tomate | Gelechiidae              | Solanum lycopersicum (tomate), Solanum tuberosum (pomme de terre)                                      |
| Thrips tabaci              | Thrips du tabac et de l'oignon      | Thripidae                | Allium (oignon)                                                                                        |

Certains noms vernaculaires regroupent de nombreuses espèces d'insectes ravageurs, parfois fort différentes (Lépidoptères, Coléoptères, Diptères, Hyménoptères, etc.) : bostryches, charançons, cochenilles, criquets, noctuelles (sous leur forme « chenille »), scolytes, tenthrèdes, termites, mineuses, tordeuses, tigres, etc.

## Histoire

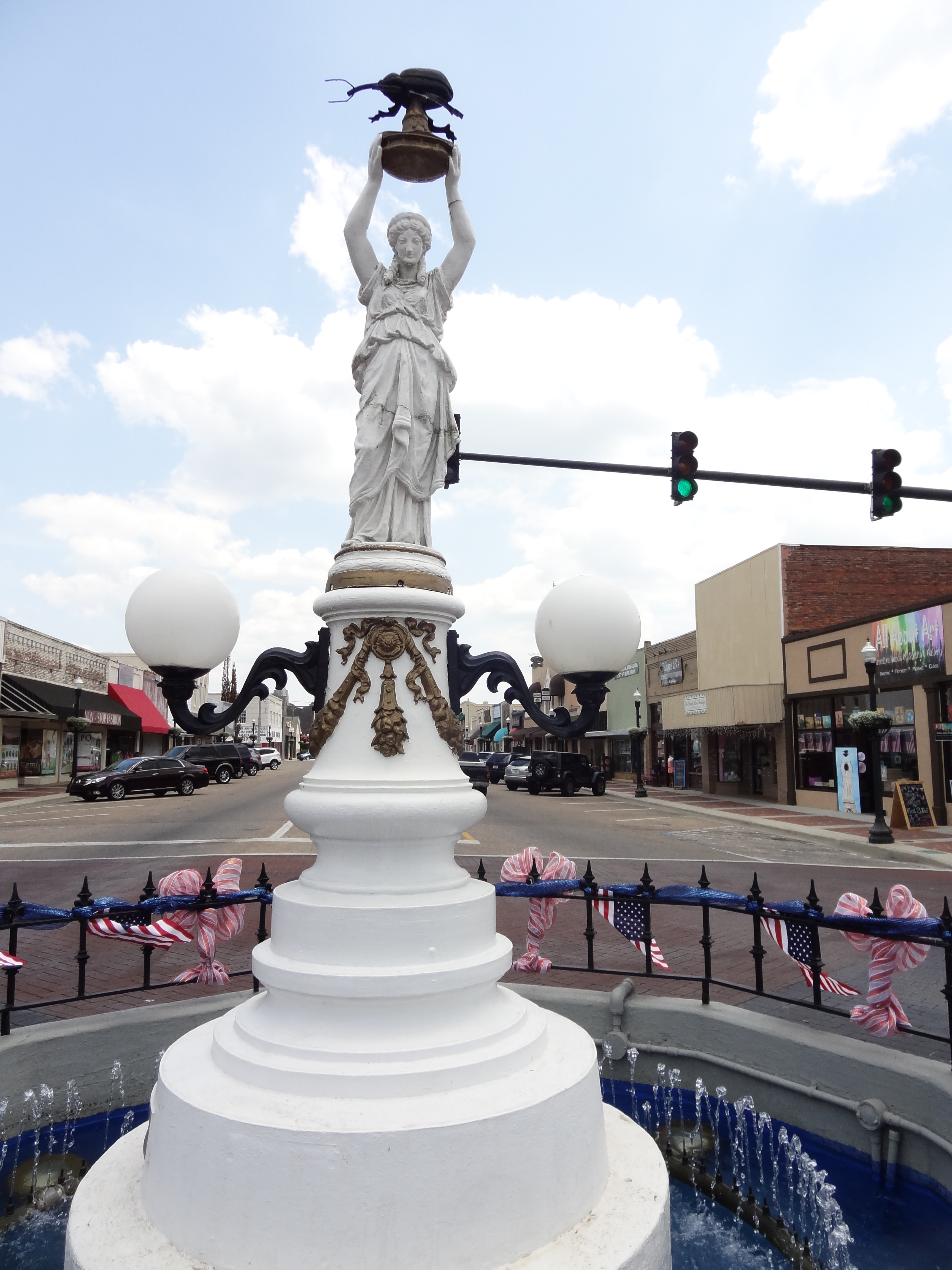
Monument au charançon du cotonnier (Anthonmus grandis) à Enterprise (Alabama).

Historiquement, en Europe, deux espèces d'insectes ravageurs introduits ont particulièrement marqué les esprits :
- le phylloxéra (Daktulosphaira vitifoliae), arrivé d'Amérique du Nord en 1861, ce petit homoptère a presque totalement détruit le vignoble européen. Celui-ci a été reconstitué, au bout de 30 ans, par le greffage des cépages locaux sur des plants de vignes d'espèces américaines qui se sont avérées plus résistantes aux parasites ;
- le doryphore (Leptinotarsa decemlineata), découvert en 1922 dans le bordelais, provient du Colorado. Après une première introduction maîtrisée en Allemagne à la fin du XIXe siècle, il s'est rapidement répandu dans toute l'Europe à partir de Bordeaux au XXe siècle. Les dégâts qu'il a causé aux plantations de pommes de terre sont considérables.

## Dégâts
Les dégâts causés aux cultures par les insectes sont de natures diversifiées car dépendant de l'immunité de la plante, et propre à chaque espèce (ou sous-espèces et variants locaux. Ils peuvent être parfois très importants (et parfois plusieurs insectes peuvent y contribuer, par exemple au niveau des feuilles pour l'un et des racines pour l'autre) :
- les dégâts directs sont la conséquence de l'alimentation des insectes, tant les adultes (imago) que les larves (chenilles, vers, etc.),
- les dégâts indirects sont la conséquences des piqûres (transmission de virus, destruction des tissus…) et des excrétions (miellat, qui provoque la formation de fumagine…) et des réactions des plantes (formation de galles).
- L'apparence visuelle des dégâts n'a pas toujours de lien avec leur gravité.

Ainsi au Canada, une défoliation totale (jusqu'à 5 années de suites) d'arbres tels que l'épinette par des insectes défoliateurs ne tuera pas l'arbre (il cesse simplement de croître), de même en Europe qu'une défoliation printanière totale du fusain par l'hyponomeute du fusain est sans conséquence pour l'arbre qui aura restauré sa feuillaison un mois plus tard, alors que quelques scolytes porteur du champignon parasite peuvent tuer un orme par la graphiose de l'orme.
Chaque espèce s'attaquent généralement à une partie précise de la plante : feuilles, tiges, bourgeons, écorce, bois, racines, fleurs, fruits, graines, à tous les stades de leur développement, y compris aux produits des récoltes entreposées.
Certains vivent sur les plantes et s'en nourrissent, d'autres vivent à l'intérieur des tissus (à l'état larvaire ou à l'état adulte).

## Lutte contre les insectes ravageurs
La lutte contre les insectes ravageurs des plantes est un impératif mondial. Le coût des différents moyens destinés à limiter la propagation des ravageurs envahissants sont souvent inférieurs au coût des dégâts causés par une invasion. Dans de nombreux pays, il existe une réglementation imposant certaines mesures, notamment la quarantaine. Cette lutte comprend généralement divers moyens tels que : l'interdiction d'entrée dans un pays ou dans une zone donnée, l'éradication ou le confinement des ravageurs, et l'utilisation d'outils tels que la lutte biologique (piège à phéromone, technique de l'insecte stérile, insecticides naturels, lâchers de prédateurs naturels), la lutte chimique (insecticides et bio-insecticides, répulsifs), la lutte génétique (sélection de variétés résistantes, plantes génétiquement modifiés), la lutte culturale et physique (rotation des cultures, travail du sol, piégeage, irradiation), etc.

### Lutte biologique contre les insectes phytophages
La lutte biologique contre les insectes phytophages a commencé dès la fin du XIXe siècle sous la forme de la lutte biologique classique qui consiste à introduire des organismes antogonistes. C'est cette application contre les insectes ravageurs qui est à l'origine de la formalisation du concept de lutte biologique lors d'un congrès international d'entomologie à Stockholm en 1948.
Depuis la fin du XIXe siècle, au niveau mondial, près de 6 800 agents de lutte biologique (parasitoïdes, prédateurs, pathogènes) ont été introduits contre les insectes phytophages.
Il existe de nombreux avantages écologiques à la lutte biologique, surtout si on la compare à la lutte utilisant des insecticides chimiques qui, eux, ont un effet négatif sur l’environnement et la biodiversité. Cette méthode a, entre autres, l’avantage de pouvoir être utilisée sur des territoires de grande superficie car la dispersion de l’agent de lutte biologique se fait naturellement.
Le moyen de lutte contre les insectes phytophages consistant à extraire de l’huile essentielle de plantes aromatiques n’est pas évoqué ici, car ce moyen n’est pas considéré comme de la lutte biologique mais comme de la lutte écochimique.
La mortalité des insectes phytophages due aux différents agents de lutte biologique dépend principalement du stade de développement et de la biologie de l’alimentation des insectes et, dans une moindre mesure, de certaines autres variables écologiques comme le statut de l’invasion, le type de la culture ou la zone latitudinale de l’habitat.